# الأرض فى القانون الإنجليزي
يشمل معنى الأرض في القانون الإنجليزي عددًا من النقاط، أكثر من نطاق الأرض نفسها، مثل حق استغلال المقام عليها والتجهيزات المرفقة بها. ويعد تعريف هذه النقاط جانبا مهمًا من الناحية العملية في قانون الأراضي الإنجليزي، لأنه عندما يتم شراء عقار في الأرض، دون تحديد ما سيتم نقله أو اقامته عليها بالضبط، يجب أن يكون لدى القانون إجابة عما يجب أن يصاحب النقل من إجراءات. يقال إن الملكية في الأرض، بموجب نظام القواعد الإنجليزي، هي ملكية «رباعية الأبعاد». بمعنى أنها لا يغطي فقط المساحة (بعدين)، ولكن تمتد أيضا إلى أشياء الموجودة تحت وفوق سطح الأرض (ثلاثة أبعاد)، ولها أيضاً مدى زمنى أي (أربعة أبعاد).

## المعنى القانوني
قانون الملكية لعام 1925، الفصل 205 (1) (التاسع)، عرف الأرض على النحو التالي:
يشمل مفهوم «الأرض» الأرض بأي داخل أي نطاق، والمناجم والمعادن، سواء كانت منفصلة عن السطح أو المباني أو جزء منها (سواء كان التقسيم أفقيًا أو رأسيًا أو بأي طريقة أخرى) ويشمل أيضاً أي أرض موروثة؛ أو قصور، او أراضى تابعة للكنيسة، أو أي إيجار وميراث معنوي آخر، وحق استغلال عقارى، حق امتياز أو منفعة في الأرض أو فوقها أو مستمدة منها.

## ثلاثة أبعاد
ينتقل القانون بعد ذلك لتعريف «المناجم والمعادن» على أنها «أي طبقة أو خط من المعادن أو المواد الموجودة في أي أرض أو تحتها، وصلاحيات العمل والحصول على خذخ المعادن والمواد». ويذهب إلى أبعد من ذلك لتعريف «الوراثة» على أنها «أي شكل من أشكال الملكية عقارية التي قد تكون قد انتقلت إلى أحد الورثة بدون وصية سابقة على صدور هذا القانون». المبدأ القانوني هو cuius est solum eius est usque ad coelum et ad inferos، وهي من اللغة اللاتينية تعني «من يملك الأرض يمتلك كل شيء فوقها حتى السماء وكل شئ تحتها إلى الأعماق».
منذ القرن الثالث عشر، كان هذا الأمر معقدًا بسبب الملكية الحرة، وحق الطائرات في التحليق فوق عقار شخص ما (كما في برنشتاين من لي ضد شركة سكاى فيوز وجنرال المحدودة )، حيث نجد مطالبة شركة Crown بحقوق موارد معينة ومعادن (كما في حالة المناجم  قانون صناعة الفحم 1994م، قانون البترول 1998) والكنوز (قانون الكنز 1996). ومع ذلك، فإن قضايا مثل قضية كلسن ضد شركة امبريال المحدودة للتبغ  وقضية لايكات ضد شركة الماجد  توضح أن المحاكم عمومًا تساند حق المالك الحر في التحكم في الأشياء التي تعلو أو توجد أسفل الأرض التي يمتكلها.

## تركيبات
ينص القانون على أن كل ماهو على اأرض فهو جزء منها، وهو لاتيني يعني «أن ما هو ثابت على الأرض يصبح جزءًا منها». استكشف ذلك هولاند في قضيته ضد هودجسون. السؤال الذي فرض نفسه كان عما إذا كانت الآلات المثبتة في المصنع تشكل جزءًا من الأرض. قال بلاكبيرن جيه إن الجسم الذي يوضع على الأرض و«متصل» به فقط من خلال وزنه لن يكون عادة جزءًا من الأرض، ولكن من المناسب أن نسأل عما هو المقصود. لذلك، على سبيل المثال، كومة الحجارة في الحقل ليست جزءًا من الأرض، ولكن إذا تم ترتيب الحجارة في جدار حجري جاف، فإن الجدار أصبح جزءًا من الأرض. في قضية بوثام ضد TSB Plc ، تقرر عند الاستئناف أن الأشياء التي يمكن أن تزال بسهولة، مثل الستائر والسجاد، ليست جزءًا من الأرض، ولكن الأشياء التي لا يمكن إزالتها بسهولة، مثل صنابير المياه والمقابس تعد جزءاً منها، كذلك. فيفي قضية سيلشيا لليخوت والقوارب ضد بوب  تم الحكم بان أدوات المنزل لا تشكل جزءًا من الأرض لأنها غير مثبتة في الأرض بشكل كافي.

## ماء
في قانون إنجلترا وويلز، قد يكون مكان الأرض تحت الماء، لكن الماء لا يشكل بالضرورة جزءًا من الأرض. قانون تسجيل الأراضي لعام 2002، القسم 132 (1) (ب) ينص على أن «الأرض» تشمل الأرض المغمورة بالمياه. بالنسبة لأغلب الأغراض العملية، فإنه يمكن لمالك الأرض ان يستخدام المياه الموجوده في نطاق أرضه، ومع ذلك فغن هناك قيود على بعض الأنشطة، مثل عمليات استخراج المياه على نطاق واسع أو الأنشطة التي قد تؤدي إلى تلوث المياه (انظر، على سبيل المثال، المياه قانون الموارد لعام 1991). اما مياه المد والجزر فإنه يتم التعامل معها بشكل مختلف. حيث يعتبر ان المد والجزر من ملكيات الملك أو السلطة محلية، وللعامة الحق في المرور عبر مياه المد والجزر والصيد فيها.

## روابط خارجية
- https://www.lawteacher.net/modules/land-law/